# 国军德械师
國民革命軍中央教導團，是1930年代中德合作期間，中華民國國民政府在德國軍事顧問的指導下訓練並改編組建的部隊，又稱德械師、德制師、德制中央軍、德式中央軍、德制新式中央軍、中央軍德式裝備師、中央軍德式步兵師、德訓師。

## 背景
國民政府在中原大戰後收編原屬於軍閥的部隊，由於派系編制混亂，部隊仍採用19世紀末歐洲軍事準則——密集刺刀衝鋒的戰術，對於第一次世界大戰後的現代化戰爭特性毫無所知，在一二八事變及長城戰役面對日本軍隊時即遭遇重大傷亡。1933年德国与中华民国政府加强军事领域合作，根据德国軍事顾问团总顾问汉斯·冯·塞克特向蒋介石提出的《陆军改革建议书》，參考中國國情將當時的陸軍步兵師現代化。国民政府计划分批分期完成60个国防师的调整工作和60个师的整理工作。民國24年（1935年）开始整军计划，第一批整编10个师，原本计划分三期整编30个师；但由于中国抗日战争的全面爆发以及德国改变对华政策、中断援助而终止，只有部分完成編制。

## 裝備與編制
在淞沪会战爆发时，只有中央陆军军官学校教导总队实现德式装备与编制，另有第87師、第88師、第36師整编组建（这四个单位的部队當年俗称“德式师”），雖然装备、人员不齐，但也算是当时中国装备最好的师级部队，而且接受德国军事顾问指导训练程度以及德式装备相对其他国军整编部队更充分。按照德国军事顾问的意见，教导总队以及87、88、36三个师是作为新式整编部队的示范单位，不应轻易用于前线作战。德械師步兵裝備M35鋼盔、大刀、柄式手榴彈、毛瑟C96手槍、魯格手槍、阿斯特拉M900手槍、埃爾馬EMP衝鋒槍、MP18衝鋒槍、MP28衝鋒槍、国造中正式步枪、毛瑟Kar98k步槍、毛瑟M24步槍、ZH-29步槍與蒙德拉貢步槍，班裝備国造仿制捷克和進口啟拉利輕機槍、拉赫蒂M26輕機槍與白朗寧Wz. 1928自動步槍，步兵重武器為MG08重機槍、MG13通用機槍、MG34通用機槍、ZB37重機槍與二四式重機槍，統一的彈鏈等裝備，輕炮兵裝備二十式82公釐迫擊炮、三一式60公釐迫擊炮與7.5厘米Le.IG 18輕型步兵炮，炮兵裝備克魯伯 75mm 野砲（或波佛斯M1930山炮）、LeFH 18榴彈炮與SFH 18榴彈砲，反坦克兵裝備PaK 36反坦克炮與百祿47毫米反坦克炮，防空炮兵裝備蘇羅通ST-5機炮、麥德森20毫米防空機關炮、布雷達M35機炮、波佛斯75毫米口徑M1929高射炮與SK C/30 88毫米高射炮，建制内裝備師團兩級的無線電通信系統。开赴淞沪（今中國上海市）参加对日作战时裝備SFH 18榴彈砲、一號戰車、輕型裝甲偵查車、Typ320WK人員車與春達普K800摩托車。

### 损失

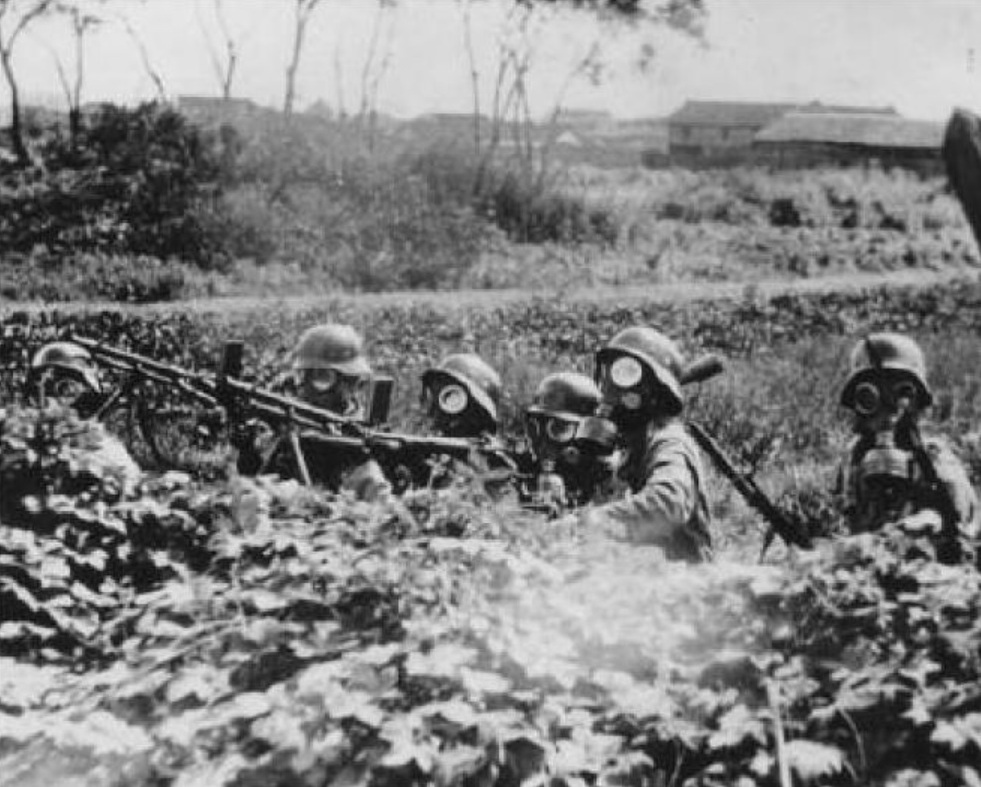
淞滬會戰中的國軍德械師，留意其配備了防毒面具作為標準配置

抗战爆发后，在淞沪会战有着较大损失，而在首都南京保卫战之后，已基本损失殆尽。在上海到南京之淞滬戰場上，儘管蔣介石將所有德式訓練之中央軍精銳全部投入戰鬥，卻仍遭慘敗；中國軍隊總體傷亡30多萬人，其中德國整編之30萬部隊就損失10萬到18萬人，失去1萬名低階軍官，從此基本喪失獨立作戰能力。蔣中正不顧他的幕僚和法肯豪森本人的反對，將這些德械精銳師投入到淞滬戰役以及南京保衛戰中。經過幾場初期戰役後，這些經過多年訓練的精銳部隊損失了二分之一以上。德國顧問團訓練近10年之部隊，在3個月內就損失大半。
德国顾问馮·法肯豪森建議蔣中正與日本人打一場消耗戰，他通過計算認為日本無望取得一場長期戰爭，他建議蔣中正應該守住黃河一線，但不應在戰爭的初期和中期向北出擊，同時應該放棄一些北方省份，包括山東，但撤退應該是緩慢的，日本將會為他們的每一步付出代價。法爾肯豪森同時建議在礦山、海岸和江河地區等處建設一些防禦設施。其他的建議還有在敵後組織一些游擊隊活動。這些行動有助於削弱日本的軍事優勢。
馮·法肯豪森同時認為國民革命軍將難以在抗戰中期待裝甲部隊和重炮的全面支援。中國工業才剛剛開始現代化，這要花上一段時間讓中國軍隊的裝備水平達到德意志國防軍的風格。因此他強調培養部隊基於輕武器的機動化，多多運用突擊步兵滲透戰術，類似於德國在一戰末期奥斯卡·冯·胡蒂尔創立的突擊群戰術，原本用意在打破堑壕战的僵局。
開赴緬甸參加對日遠征時裝備LeFH 18榴彈炮、飛雅特3000輕型戰車、L3/33輕型坦克與L3/35輕型坦克，在經過緬甸戰役之後，與其他部隊成功收復緬甸。另外隸屬於財政部的稅警總團，由財政部部長宋子文一手創建，武器從德國購買，排以上軍官大部分由留美學生擔任，也是較早接受德械裝備與訓練的部隊。

### 部隊番號
由於受到中日雙方的「一二八淞滬停戰協定」拘束，規範不得再增練新軍，桂永清等人自德國歸國，將教導營秘密改組，擴編為教導總隊，不使用師旅番號等稱謂。

### 教導總隊

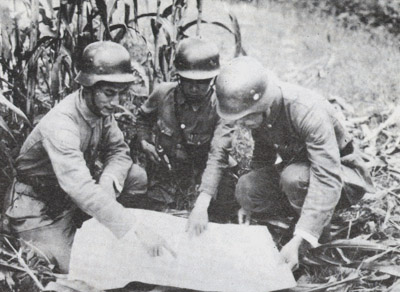
穿著德式軍制和頭戴德式M35鋼盔的國民革命軍中央教導團士兵

民國19年（1930年）2月教導總隊的前身軍校教導師在德國顧問馬克斯·鮑爾指導下成立，由德國人王恩漢上校（「Oberst」德語為「上校」，1920年4月30日卡普政變後退役）負責編練，由於成效良好，陸續成立教導第2師、教導第3師，並陸續改編成正規的野戰部隊。
1931年1月2日教导总队在南京成立。曾派遣第2团参加一·二八事變。
1933年2月14日德国总顾问魏采尔在呈文中提到，由首都警卫师改编而来的第87、88、36师在中国陆军中就兼有教导部队的属性，“惟因上述各种政治与军事情形，近数年来东驰西战，故迄未能改为正式教导队”。民國22年（1933年），德意志國防軍之父漢斯·馮·塞克特來華擔任資深顧問，他指出中國只要有精簡效率好的常備陸軍60個師，加上勇敢耐勞的士兵，配合訓練及良好的組織，將可成為一支勁旅。根據此原則，塞克特認為應先成立一個基本的示範單位，一支旅級單位中央陸軍軍官學校教導總隊獲得中選。中央陆军军官学校教导总队1931年开始编组，最初编制为团级教导部队。1935年开始60个整理师庞大计划时，第一期组训6个廿四年编制“教导师”，为三团制师，取消旅一级建制，师直属特种兵科与廿一年“整理师”相同；在团一级编制内将营属小炮排集中至团部成连，而团属迫击炮连分拆为3个排分别配属于各营。实际上只有附设在中央军校内的教导总队实施了该编制，1935年扩编成三团制师级单位，总队直辖军士营、骑兵队、炮兵营、工兵连、通信兵连、辎重兵连、自动车连、卫生队、特务连、军官教育队、军乐排、修械所；人员编制13517人，骡马3655匹。装备七五山炮12门，七五步兵炮20门，三七战防炮20门，二零机关炮20门，八二迫击炮42门，重机枪80挺，轻机枪278挺。总队直属特种兵科与“教导师”编制存在一定差异：炮、工、通、辎、骑、特均为营建制，还编有军士营、输送营（自动车队）、军官教育队等额外单位；团级编制基本符合廿四年教导师编制表，团属步兵榴弹炮连配属了4门新引进的德制7.5厘米Le.IG 18輕型步兵炮，小炮连装备6门瑞士苏罗通S5-106型20毫米机关炮。由於教導總隊對於素質要求極高，中高階軍官經常被派任至歐陸軍事強權國家深造，如總隊長桂永清、參謀長邱清泉、工兵團長楊厚綵、團級幹部謝承瑞、廖耀湘、工兵營長鈕先銘等。
教導總隊完全依造德國的軍事思想及操典訓練，但武器裝備獲得不易，比照德國陸軍步兵團僅能屬輕裝標準。由於訓練徹底，當時的顧問亞歷山大·馮·法肯豪森都深表滿意。1937年11月转隶南京卫戍司令部，扩编为3旅6团編制，第一次也是唯一一次成建制参战，死守紫金山一线，第3旅副旅长雷震、1团团长秦士铨、2团团长谢承瑞阵亡。1938年3月教导总队缩编为第46师。
- 總隊長桂永清（黃埔一期，留德），參謀長邱清泉（黃埔二期）。

- 第一旅旅長周振強 （黄埔四期）少將，參謀主任馬連桂（黄埔五期）中校
  - 第一團團長秦士銓（黃埔五期）上校
  - 第二團團長謝承瑞（黃埔四期 留法）上校

- 第二旅旅長胡啟儒（黃埔二期）少將，參謀主任廖耀湘（黄埔六期 留法）中校
  - 第三團團長李西開（黄埔三期）上校
  - 第六團團長劉子淑（黃埔四期）上校

- 第三旅旅長馬威龍（ 黄埔四期）少將
  - 第四團團長睢友蘭（黄埔三期）上校
  - 第五團團長馬威龍少將（兼），實際指揮鄧文僖（黄埔七期）上校。

- 砲兵團團長樓迪善（ 黄埔六期）少將
- 工兵團團長楊厚綵（ 黄埔六期）少將

### 整理師
民國21年（1932年）3月軍委會重新成立后，於為提升陸軍戰力，在格奧爾格·魏澤爾（Georg Wetzell）協助下進行先期作業，以威瑪德國防衛軍步兵團模式改編，但僅做基本形式的調整其它仍維持原貌。军委会首先订定统一各师编制办法，规定全国陆军分为48个军共计96个师（下辖旅），并编制在册。同时，着手分期从中央直属各部队抽出若干素质优秀的师进行整理，并在1932年6月颁布暂行编制表（即廿一年“整理师”编制）。未参加整理的师仍用《民国十九年陆军暂行编制表》；不属上列两种编制的部队，原则上一律逐渐裁并。计划于1932年底整理完毕。“当时列入第一期整理者计十个师，均各遵照编成，惟第二期十个师，则因调动剿匪关系，未尽实施……” 。
廿一年“整理师”编制：辖步兵2旅4团、师直属骑兵连、炮兵团（山炮、野炮、105毫米榴弹炮各一营）、工兵营、通信营、辎重营、卫生队、特务连。步兵团增编直辖步兵炮连（暂以6门82毫米迫击炮代替）、营增编小炮排（2门20毫米机关炮）、连辖3个轻机枪班（每班2挺轻机枪）。
现实中编成的“整理师”炮兵部队至多为营，其他特种兵科缩减为连级，凑齐特种兵科的整理师共6个：分別是陸軍第2師、第3師、第9師、第25師、第87師及第88師。其他“整理师”仅将十九年编制中多余之团裁去，保持2旅4团建制。
整編師中裝備訓練最完整的單位為陸軍警卫第1师和警卫第2师改編（1931年）而來的第87師及第88師，以及由第87師和88師兩個師的補充旅共四個團基礎上組建（1933年）的第36師，编制为两旅四团。
1934年10月，对中央苏区的第五次围剿战争获得成功，中央红军开始长征。蒋介石于1934年底亲拟整理60个师的宏大计划：在三至四年中分6至8期编练60个二旅四团“整理师”；先着手整理中央军和东北军。1935年1月24日在南京召开全国军事整理会议。1935年3月1日在南昌行营设立陆军整理处，陈诚兼任处长。第一批计划组训6个廿四年编制三团制“教导师”未落实，陆军整理处只得于1935年10月推出廿四年2旅4团“整理师”编制，在师属特种兵科方面做了很大的裁减，炮兵从团缩减为营或连，工、通从营缩为连，辎重“平时不设，于必要时，得呈请成立输送队”，还编骑兵、特务各1连；而团一级编制，也相应缩减至迫击炮连、重机枪连、通信兵排；营除下辖3连外无其他直属单位；连辖3排9班。1935年整理约10个师，“因德国现代化装备不到，无法照原计划编制整编，只从原有编制武器，略作调整，等新武器购入，再事增补”。
军政部公布廿六年“整理师”编制，其实力要弱于“调整师”。师为二旅四团，直属骑兵连（排），炮兵营（连），工兵连，通信兵连，无线电排，师军医院、特务连，又规定骑兵、炮兵因马、炮数不足可以缩编以至不设，工兵无器材者不设；辎重连平时不设于必要时得呈请成立输送队。团辖3营，直辖机关枪连（6挺）、迫击炮连、通信排。营辖3连，连辖3排，每排附轻机枪2挺或1挺。
1937年开始川康整军，中央决定“在原则上将仿造整理旧东北军先例，设置整理委员会，负责整理事宜”。何应钦和顾祝同负责此事。1937年7月6日川康整军会议开幕，至9日会议闭幕，确定的具体整军方法为“依照原有团数，并参酌其原有经费，各减其团数单位三分之一，以充实其余之各团”，而编制则均按“整理师”编制整理。川军原有170个团，此次整军共计裁减五十七个团，按照廿六年“整理师”编制编为7个军、23个师、9个独立旅、2个独立团。
1936年6月两广事变结束后，广东10个乙种师，每师6团，连同教导旅3团、独立旅2团，共65团。1937年开始整编，“于每师中裁减两团，教导旅裁减一团，共计裁减二十一个团”，基本统一为廿六年“整理师”编制。
1937年月，广西军队与十九路军残部合编为第七军和第四十七军2个军6个师，但其编制上尚未完全按照中央规定改编为整理师。

### 調整師
鉴于历次整军进展迟缓，1935年11月16日亞歷山大·馮·法肯豪森呈文建议：规定整军办法，即可入手办理，无需费时之考虑与准备……整军主要理想，为短时期内（３至４月）用国内现有器械成立有战斗实力之部队……按目前局势，中国应迅造成可恃实力，或者已至最后时期，时机已迫，不应再旷废一日光阴。1936年3月，陆军整理处结束，整军工作由军政部军务司接管。根据法肯豪森的上述建议，军政部“乃就军费许可，与造兵之能力，拟定整军方案，即于二十五年度先调整二十个师，分两期进行，每期十个师”。“此二十个师整理改编后，共计裁减步兵十三团，所缺特种部队，亦经陆续予以增设，武器装备器材等项，亦予充实”。具体编成上，除教导总队照原编制不做更动，第2师补充旅仍暂编成3团外，其余各师均编为二旅四团制师，师属“各特种部队，现虽因迁就经费，各有缺少，但仍以完成二十一年（整理师）编制系统为最终目的”。，针对其他部队数量繁多，编制装备不一致的情况，军政部决定对已配置于国防位置或任务较重、素质较优之师，分别统一于十九年丙种师、廿一年“整理师”、二十三年“剿匪师”3种编制，“其团数减少（例如甲乙种师缩编为丙种师、四团制缩编为三团制等），实力增加”。
- 第一批系编成、经费与“调整师”相近之部队10个师：第2、11、14、25、36、57、67、87师、教导总队和第2师补充旅
- 第二期则是用二十一年“整理师”编制而经费不足的10个师：第3、4、6、9、10、27、80、83、88、89师

调整师编制为2旅4团制，师直属炮兵营（3个榴弹炮连、1个反坦克炮连和1个高射炮连）、骑兵连、工兵营、通信兵营、辎重兵营、卫生队、特务连；团编步兵3营，通信1连、机炮连；营编步兵3连，机关枪连，迫炮排；步兵连编3排；排辖3班；班分为步枪组和轻机枪组，步枪组兵7名，机关枪组兵5名，正副班长2名共14人。全师人员编制11423员名（野炮挽马师）或11579员名（山炮驮马师），骡马2381匹（野炮）或2324匹（山炮）。装备野（山）炮12门，小炮24门，迫击炮24门，重机枪74挺，轻机枪336挺。至1936年底，20个“调整师”的特种兵科配备有别，第2、3、36、9、10、27、57、83、88、89等十个师及教导总队原设有炮兵营（67师炮兵营缺1连），第6、80两师原设有炮兵连；20个“调整师”下辖各团“步兵及机关枪、迫击炮均按编制编成；小炮除第2、第4、第25、第36、第87、第88等六师各编成四连（每团一连）、教导总队编成三连、及第89师暂编两连外，余尚缺”。
1936年底公布《二十六年陆军“调整师”暂行编制表》，与廿五年“调整师”编制相比，裁撤了团属机炮连。
1937年，军政部向中国国民党五届三中全会报告整军情况：
（一）统一编制：查现行编制，计有十九年编制、二十一年陆军（整理）师编制、二十二年剿匪师编制、二十四年教导师编制、整理师编制、二十五年调整师编制六种之多，本部衡以现代作战之要求，与装备上之许可，以及调整施行容易计，乃以下列加以两种编制统一之。

１．甲种编制：即采用二十五年调整师编制，凡调整师均适用之，其性质与各国常备师同，名为调整师编制；

２．乙种编制：即采用二十四年整理师编制，凡整理师均适用之，其性质与各国预备师同，名为整理师编制。

军政部计划1937、1938两年均按照1936年的标准，各调整20个师，至1938年底，即有60个调整师80万人作为国防军；其余一般部队按照相对较低的标准，共整理60个师，更换枪械补充装备，使其编制划一，作为预备部队及守备地方之用。“原预定自二十五年至二十七年共整理六十个师……讵七七事变忽起，原定计划弗克全部实施完成。”1937年战前调整10个师，整理17个师。1937年完成的10个调整师为：第1、6、13、16、51、56、58、78、85、98师。西安事变后张学良被囚，东北军按照廿六年整理师分散各地整顿：“依照各该军原有经费武器马匹将各军一律缩编为两个师，每师四团，共计十个师，四十个团，计裁减七个师十三个团，至师属特种部队及各单位编制，均与二十六年调整师编制大致相同。”杨虎城系之陕军亦同时整编。
1937年军政部发布《二十六年“调整师”编制表（增补之部）》，增加了团属步兵榴弹炮连（75毫米步兵炮6门）、高射炮营（20毫米小炮8门、37毫米反坦克炮6门、高射机枪2挺）、辎重兵营第３连（汽车22辆），另外还规定步兵营属机枪连“内一排带高射架”。实际上照此编成的“调整师”仅有王敬久第87师、孙元良第88师。
20个调整师中的12个，即第3、6、9、11、14、36、57、67、87、88师、独20旅（第2师补充旅改）和教导总队一部，参加了八一三凇沪抗战。87、88、36师和教导总队又继续参加南京保卫战。战前编制如下：
1. 黄杰第2师：驻江苏徐州，直属军事委员会，下辖第4旅（7团、8团）、第6旅（11团、12团）、补充旅（1团、2团、3团）
2. 李玉堂第3师
3. 王万龄第4师
4. 周碞第6师
5. 李延年第9师
6. 李默庵第10师
7. 黄维第11师：驻广东曲江，隶属第十八军，下辖第31旅（61团、62团）、第33旅（65团、66团），土木系第一主力
8. 霍揆章第14师
9. 关麟征第25师
10. 冯安邦第27师 原西北军孙连仲部队
11. 宋希濂第36师，扩编为第七十八军，南京城陷落后，成建制突围4千余人。
12. 阮肇昌第57师
13. 李树森第67师
14. 陈琪第80师
15. 刘戡第83师
16. 王敬久/沈发藻第87师，扩编为第七十一军
17. 孙元良第88师，扩编为第七十二军
18. 王仲廉第89师
19. 桂永清教导总队：总队部1、步兵团3、军士营1、骑兵队1、炮兵营1、工兵连1、通信兵连1、辎重兵连1、自动车连1、卫生队1、特务连1、军官教育队1、军乐排1、修械所1，人员编制13517人，骡马3655匹。装备七五山炮12门，七五步兵炮20门，三七战防炮20门，二零小高炮20门，八二迫击炮42门，重机枪80挺，轻机枪278挺。 南京保卫战前夕，教导总队原来的3个团扩建为3个旅，另将炮兵、工兵、骑兵、辎重兵都扩建成团，通信兵、特务兵扩建成营。
20. 军政部计划编为师的钟松独立旅，后改称独20旅。

### 財政部稅警總團
1930年國民政府財政部長宋子文在海州成立了稅警總團。原本目的是作為一隻精良的緝私警察部隊，用於保護鹽場和打擊走私，但在宋子文經營下，稅警總團被建立成當時中國最現代化的軍隊。在淞滬會戰時蒙受重大損失，1938年2月正式改組解散。
著名的指揮官如第一任、第四任總團長溫應星（美國西點軍校畢業）。第二任總團長王賡（美國西點軍校畢業）。第三任總團長莫雄。第4分團長孫立人。

## 圖集

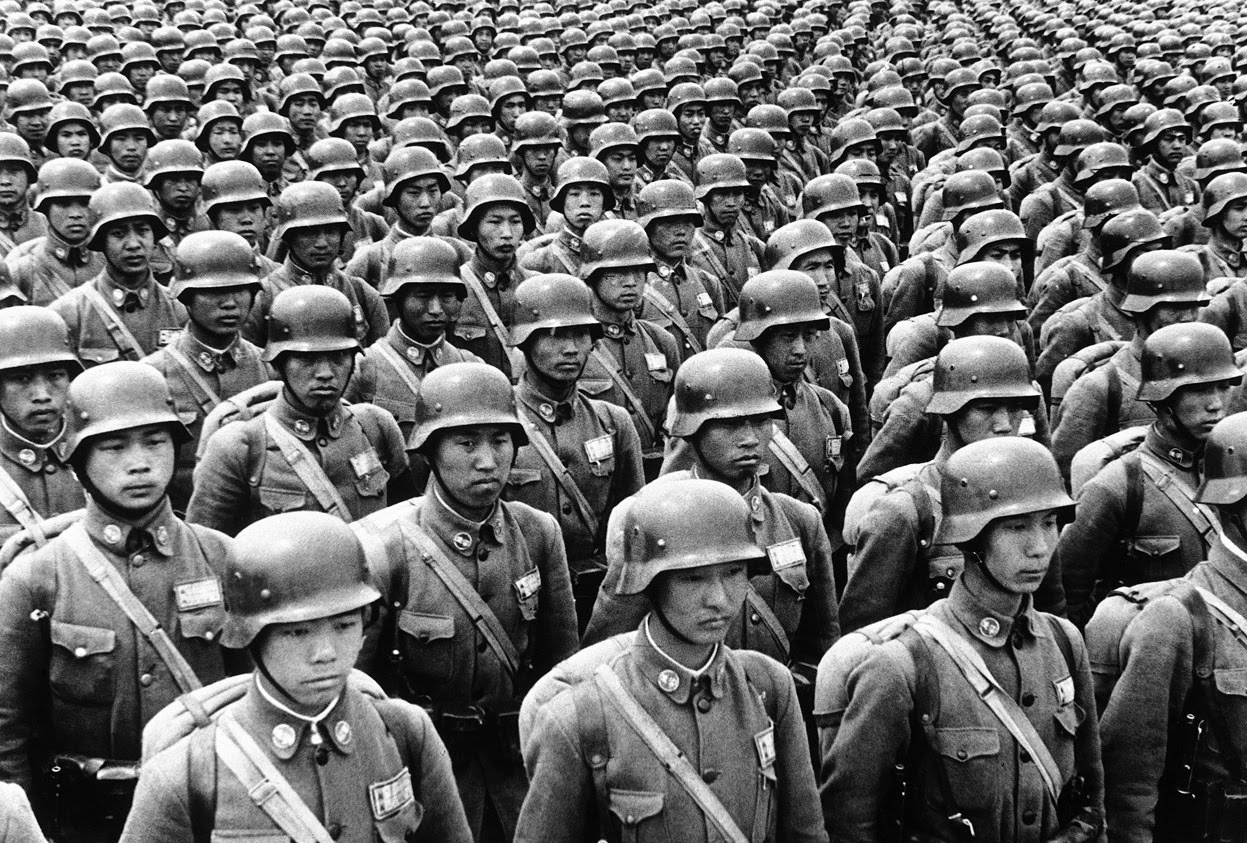
配戴M35德式鋼盔的德制中央軍
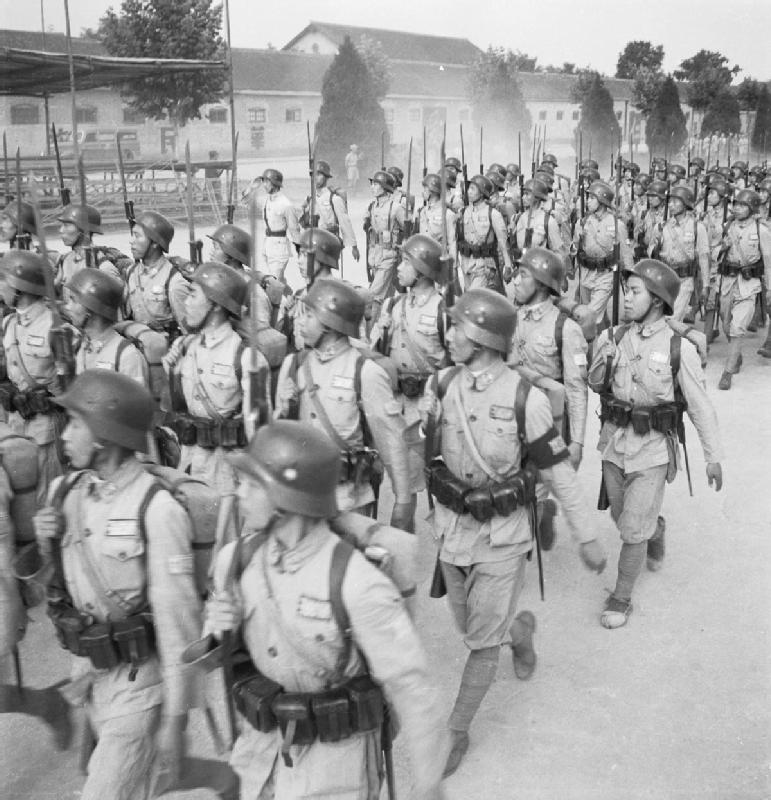
經由與德國軍事合作而脫胎換骨的國民革命軍，配有M35德式鋼盔及德式裝備
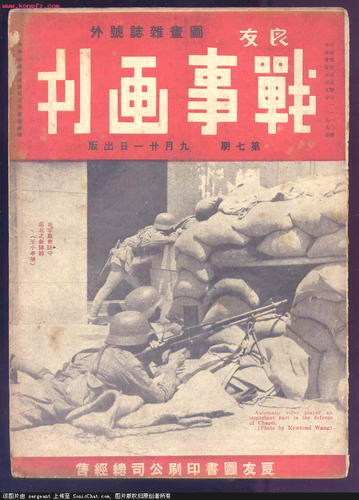
使用ZB26式輕機槍保衛四行倉庫的國軍（參見四行倉庫保衛戰）
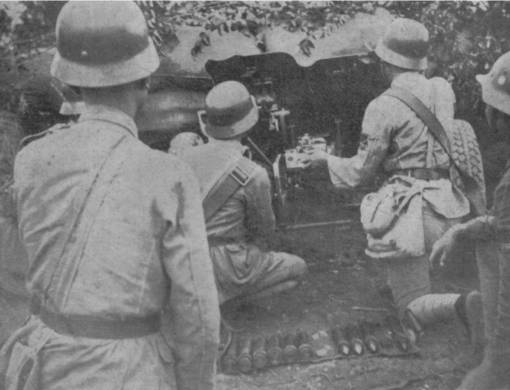
國軍在淞滬會戰中使用PaK 36 37mm德製反坦克炮
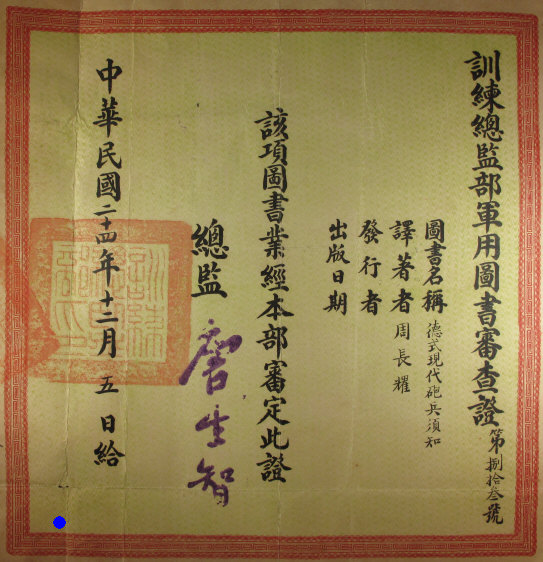
國軍民國24年（1935年）的訓練用書-德式現代砲兵須知，總監為唐生智

### 引用
1. 1 2  . 《明報》. 2015-08-09: 新聞專題A12版.
2. ↑  陳仁霞，《中德日三角關係研究——1936年至1938年》
3. ↑  《俞大維傳》. 作者：李元平; 出版社：臺灣日報社; 出版日：1992年01月05日，392 頁; （繁體中文），01 （页面存档备份，存于），02 （页面存档备份，存于），增訂版 （页面存档备份，存于）
4. ↑  . 國防部國軍歷史文物館. 2013-04-19  [2016-04-15]. （原始内容存档于2016-03-04）.
5. ↑  . 《海軍陸戰隊官兵口述歷史訪問紀錄》22期 (國防部史政編譯室（今「國防部史政編譯處」）). 2005 [2005]  [2016-04-15]. （原始内容存档于2016-04-24）.
6. ↑  陈默：“全面抗战前(1928—1937)国民党军队的编制演变”，《军事历史研究》，2011年第3期，第64-72页。
7. ↑  刘凤翰：《战前的陆军整编———附九一八事变前后的东北军》，台北：国防部史政编译局2002年版，第345页。
8. ↑  荣孟源：《中国国民党历次代表大会及中央全会资料》上册，光明日报出版社1985年版，第538页。

## 延伸閱讀
- 德械師之教導總隊（页面存档备份，存于）
- 先父從軍事略 三、稅警總團（1）
- 中國陸軍服制系列－抗戰時期的領章與胸章 撰文：田立仁（中華社會科學研究會研究員） 火器堂堂主 繪圖：倪晟華（页面存档备份，存于）
- 論抗戰初期中央軍『德式裝備師』火器堂堂主（页面存档备份，存于）